# Michael Finke
Michael Jeffrey Finke (Champaign, 26 aprile 1996) è un cestista statunitense.

## Palmarès
- Campionato olandese: 1

Leida: 2020-21